# Abdel Majid Senoussi
Abdel Majid Senoussi (ar. عبد المجيد سنوسي ;ur. 16 maja 1960, zm. 20 lipca 2020) – tunezyjski judoka. Olimpijczyk z Los Angeles 1984, gdzie zajął trzynaste miejsce w wadze półciężkiej.
Uczestnik mistrzostw świata w 1983 i 1987. Brązowy medalista igrzysk śródziemnomorskich w 1979, a także igrzysk frankofońskich w 1989 roku.

## Letnie Igrzyska Olimpijskie 1984
| Konkurencja | Eliminacje                 | Klas. końcowa |
| Konkurencja | Przeciwnik I               | Miejsce       |
| ----------- | -------------------------- | ------------- |
| 95 kg       | Günther Neureuther (FRG) P | 13.           |